# アセチルアルキルグリセロールアセチルヒドロラーゼ
アセチルアルキルグリセロールアセチルヒドロラーゼ (acetylalkylglycerol acetylhydrolase, EC 3.1.1.71) は、次の化学反応を触媒する酵素である。
2-アセチル-1-アルキル-sn-グリセロール + H2O {\displaystyle \rightleftharpoons } 1-アルキル-sn-グリセロール + 酢酸
したがって、この酵素の基質は2-アセチル-1-アルキル-sn-グリセロールと水、生成物は1-アルキル-sn-グリセロールと酢酸である。
この酵素は加水分解酵素に属し、特にカルボン酸エステルに作用する。系統名は2-acetyl-1-alkyl-sn-glycerol acetylhydrolaseで、別名にalkylacetylglycerol acetylhydrolaseがある。